# 糸岡富子
糸岡 富子（いとおか とみこ、1908年〈明治41年〉5月23日 - 2024年〈令和6年〉12月29日）は、日本のスーパーセンテナリアン。2023年12月12日から死去まで長寿日本一となっており、2024年8月19日から死去までは、存命中の世界最高齢であった。生前は兵庫県芦屋市在住。

## 来歴
大阪府大阪市北区出身。呉服問屋を営む矢野禎助（または常三郎）の長女として生まれる。小学校卒業後、ウヰルミナ女学校（現：大阪女学院中高等学校）に進学し、バレーボール部に所属する。1926年（大正15年）女学校を卒業後、1928年（昭和3年）に羅紗商を営む糸岡健司と結婚。2人の娘と2人の息子をもうけた。
戦時中、韓国で繊維工場を経営していた夫に代わって、一人で日本の事務所を守り、子育てをした。1979年に夫が亡くなった後、夫の故郷である奈良県に約10年間一人暮らしをしていた。その間、奈良県と大阪府にまたがる二上山を登るのが好きだった。また、御嶽山を2回登った。登山靴ではなく普通の靴を履いていたため、ガイドは山に登ったときに驚いていたという。1990年に芦屋市に移住し、80代頃に大阪33観音巡礼（33寺院巡礼）へ2回参加し、100歳の時には芦屋神社の長い石段を杖なしで登り、礼拝した。奈良県の薬師寺を何度も訪れ、経を書くのが好きであったという。2019年に特別養護老人ホーム「Les芦屋」に入所した。
2022年4月30日、兵庫県最高齢だった当時115歳の匿名の女性が死去し兵庫県最高齢者となり、同年5月21日、114歳の誕生日の2日前にGRGによって年齢が確かなものとして認定された。また、2023年2月6日に岡井ヤスエが死去し、日本人としては、最後の1908年生まれとなっている。
2023年12月12日、巽フサの死去により、115歳203日で日本最高齢となった。
2024年8月19日、マリア・ブラニャス・モレラの死去により、116歳88日で世界最高齢となった。世界最高齢となったことに際し、糸岡の居住地である芦屋市長の高島崚輔（1997年生、この時点で27歳）は「健康寿命は兵庫県で一位。糸岡さんのように、元気で長生きされている先輩の存在は、私たちにとっても大きな励み」と祝福した。
しかし約4か月後の同年12月29日、老衰のため、芦屋市の特別養護老人ホーム「Les芦屋」で死去した。116歳没。これにより新たな世界最高齢はブラジル在住のイナ・カナバッロ・ルーカス（1908年6月8日生）に、国内最高齢は岐阜県在住の林おかぎ（1909年9月2日ー2025年4月26日、日本における1900年代生まれの最後の存命者）だった。

## 人物
宗教は浄土宗。趣味は茶道・小唄。家庭訓は真実一路。長寿の秘訣は歩くこと。好物は、カルピスとバナナ。

## 家族・親戚

### 糸岡家
4人の子供と5人の孫がいる（下記は判明分）。
- 夫・健司（1903年（明治36年）2月1日生）
大阪高等商業学校卒[5]。奈良県出身[注釈 1][5]。大学卒業後軍務に服し、1925年（大正14年）大阪の繊維商社・糸岡（本家・糸岡熊司が創業）取締役に就任[14][15][16]。1930年（昭和5年）独立創業し、1955年（昭和30年）糸岡健司商店を設立し社長に就任[5][14]。1975年（昭和50年）4月会長に就任[14]。
- 長女・光子（1929年（昭和4年）7月30日生）
神戸女学院卒[5]。夫は小島電機製作所創業者の小島常雄[5]。
- 次女・芳子（1931年（昭和6年）10月16日生）
神戸女学院卒[5]。夫はニチボー（現：ユニチカ）元勤務の始関正一[5]。
- 長男・俊雄（1933年（昭和8年）6月4日生）
甲南大学経済学部卒[5]。糸岡健司商店（のちイトケン商店に改称）元社長[5][14]。
- 長男の妻・知子（1938年（昭和13年）2月13日生）
捜真女学校卒。同和火災海上保険（現：あいおいニッセイ同和損害保険）元常務・小島豊の次女[17]。祖父は朝日海上火災保険（現：あいおいニッセイ同和損害保険）取締役を務めた小島豊俊[18]。伯父は山口銀行副頭取の小島豊大で、伯母（豊大の妻）は建築家・平野勇造の三女・キヨ。なお伯母・キヨの外祖父は東京海上保険（現：東京海上日動火災保険）支配人の益田克徳で、大伯父（克徳の兄）が三井合名理事長の益田孝であり、糸岡家は小島家を通じて益田家とも縁戚関係にある。
- 次男・博（甲斐博）（1935年（昭和10年）11月20日生） 
甲南大学経済学部卒[5]。興亜火災海上保険（現：損害保険ジャパン）元勤務[5]。義父・甲斐嘉郎の養子となる[5]。
- 次男の妻・甲斐邦代（1938年（昭和13年）9月26日生）
カネディアン・アカデミイ卒。貸ビル業・甲斐を営む甲斐嘉郎の長女。祖父は甲斐機船創業者の甲斐緑[19][20]。叔父は伊藤忠商事元理事の甲斐素雄[21]。叔母（素雄の妻）は大阪機械製作所（現・オーエム製作所）創業者・山田多計治の次女・ふく子[21][22]。なお叔母・ふく子の養祖父は宝田石油（現・ENEOS）の創業者の山田又七[23]。妹・基世は沖電気工業社長を務めた神戸捨二の次男・孝（丸紅元勤務）に嫁いだ[5]。
  - 孫・甲斐裕代（1966年（昭和41年）9月24日生）
白百合女子大学卒[24]。次男・博（甲斐博）の長女[24]。
  - 孫・甲斐一弘（1969年（昭和44年）8月11日生）
成蹊大学工学部機械科卒[24]。次男・博（甲斐博）の長男[24]。